# Barichneumon limpidipennis
Barichneumon limpidipennis är en stekelart som först beskrevs av Kokujev 1909.  Barichneumon limpidipennis ingår i släktet Barichneumon och familjen brokparasitsteklar. Inga underarter finns listade.